# 김대식 (축구인)
김대식은 대한민국의 전직 축구 선수이 출신 축구 지도자로 과거 부천 FC 1995의 수석 코치였다.

## 클럽 경력
1995년 전북 다이노스에 입단하며 데뷔하였으며 2001년까지 전북에서 활약하다 은퇴하였다. 현역시절 포지션은 수비수이다.